# Gonzalo Bozzoni
Gonzalo Claudio Bozzoni Ruiz (Las Palmas de Gran Canaria, Canarias, España, 12 de febrero de 1990) es un futbolista español nacionalizado argentino. Juega como defensor y hasta 2019 lo hizo para el Club Atlético Acassuso.

## Carrera
Nació en España, en Las Palmas de Gran Canaria, porque sus padres se habían ido por trabajo pero al poco de nacer se volvieron. Se inició como jugador en las categorías inferiores de Vélez Sarsfield. A los 16 años vuelve a España jugando en los juveniles de Atlético de Madrid llegando a jugar en Atlético de Madrid "B".
Después de dos años en España, Gonzalo regresó a la Argentina, en donde se probó en Racing (fines de 2010), luego en River Plate (2011) y finalmente en San Lorenzo de Almagro, club que lo fichó para la temporada 2011-12. Luego fichó para Atlanta por 1 año a partir de la temporada 2013-14 de la B Metropolitana.
En 2014 ficha por el Aldosivi de Mar del Plata, recientemente ascendido a Primera División. En 2016 marcha a Club Atlético Acassuso, proveniente de Club Atlético Fénix.
Desde 2019 permanece sin equipo, retirado de las competiciones oficiales.

## Selección nacional
Se nacionalizó argentino y jugó en las selecciones sub-15 fue subcampeón sudamericano en Bolivia 2005 y sub-17.
Es parte de la lista de 23 jugadores nacidos en el extranjero, que han formado parte de la Selección de Fútbol de Argentina.

## Clubes
| Club                   | País      | Año         | PJ | Goles |
| ---------------------- | --------- | ----------- | -- | ----- |
| Atlético de Madrid     | España    | 2007-2008   |    |       |
| Atlético de Madrid "C" | España    | 2008-2009   | 10 | 1     |
| Racing Club            | Argentina | 2010        | 0  | 0     |
| River Plate            | Argentina | 2011        | 0  | 0     |
| San Lorenzo            | Argentina | 2011-2012   | 2  | 0     |
| Atlanta                | Argentina | 2013-2014   | 9  | 0     |
| Aldosivi               | Argentina | 2014-2015   | 6  | 0     |
| Fénix                  | Argentina | 2015 - 2016 | 32 | 0     |
| Acassuso               | Argentina | 2016 - 2019 | 54 | 1     |